# Nick Rizzo
Nicholas Anthony Rizzo, noto anche come Nicky Rizzo, detto Nick (Sydney, 9 giugno 1979), è un ex calciatore australiano, di ruolo centrocampista.

## Carriera

### Club

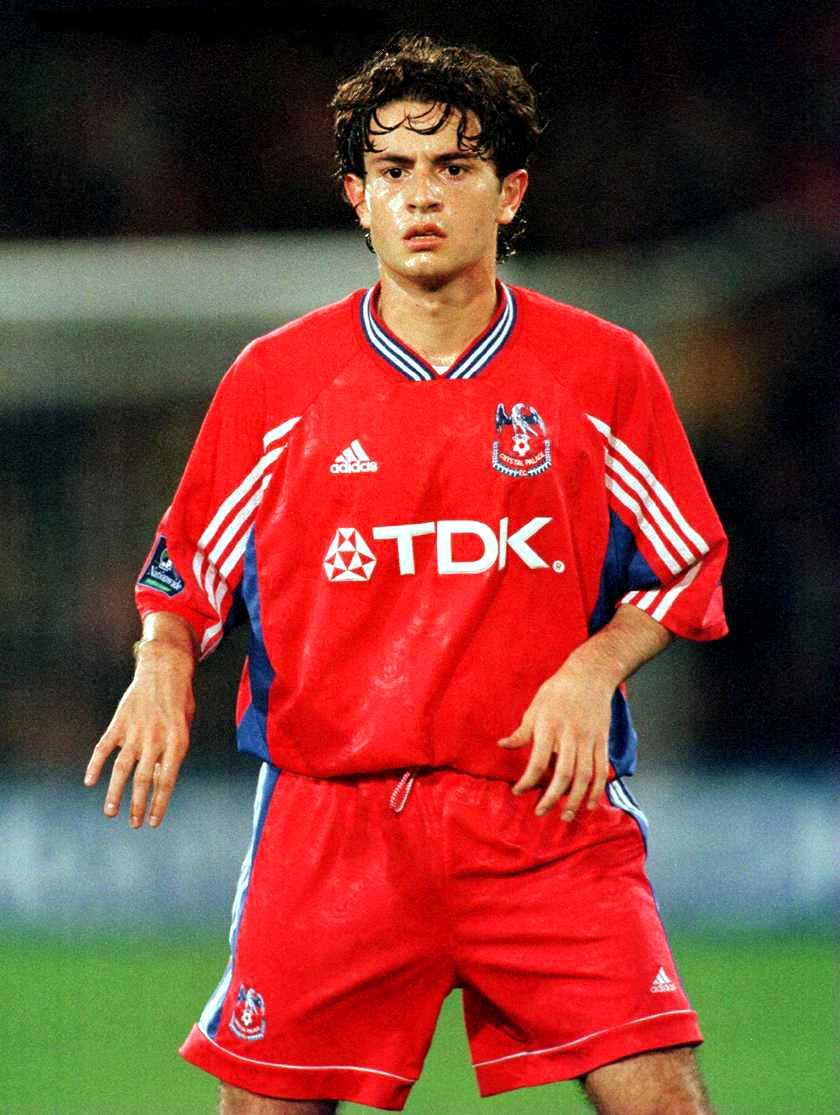
Rizzo con la maglia del Crystal Palace nel 1998

Cresciuto calcisticamente nel Sydney Olympic, nel 1996 decide di trasferirsi in Inghilterra per vestire la maglia del Liverpool. In maglia dei Reds gioca soprattutto nelle squadre giovanili, andando in panchina con la prima squadra in sei occasioni. Dopo questa esperienza, nel 1998 si trasferisce al Crystal Palace, squadra con la quale,  fino al 2000, gioca 58 partite e segna 6 reti. Decide, quindi, di trasferirsi in Italia prima alla Ternana e poi in prestito all'Ancona. Dopo tre stagioni caratterizzate da molti infortuni lascia l'Italia per tornare in Inghilterra Dal 2004 al 2007 gioca nel Milton Keynes Dons, con il quale colleziona 63 partite e segna 7 reti. Nel 2007 va in prestito prima al Grimsby Town e poi al Chesterfield. L'8 maggio 2007 rescinde il contratto con il Milton Keynes Dons e il 19 maggio dello stesso anno torna in Australia dopo 10 anni trascorsi nel calcio europeo e si accasa nel Perth Glory dove rimane fino al 2009, anno in cui non gli viene proposto il rinnovo del contratto. Firma, allora con il Central Coast Mariners, un contratto di sei mesi. Alla conclusione di quest'ultimo si trasferisce all'APIA Leichhardt Tigers, squadra con cui chiude la propria carriera da calciatore nel 2011.

### Nazionale
Nel 2000 ha partecipato, insieme alla selezione australiana, ai Giochi della XXVII Olimpiade a Sydney.

## Statistiche

### Cronologia presenze e reti in nazionale
| Cronologia completa delle presenze e delle reti in nazionale ― Australia | Cronologia completa delle presenze e delle reti in nazionale ― Australia | Cronologia completa delle presenze e delle reti in nazionale ― Australia | Cronologia completa delle presenze e delle reti in nazionale ― Australia | Cronologia completa delle presenze e delle reti in nazionale ― Australia | Cronologia completa delle presenze e delle reti in nazionale ― Australia | Cronologia completa delle presenze e delle reti in nazionale ― Australia | Cronologia completa delle presenze e delle reti in nazionale ― Australia |
| Data                                                                     | Città                                                                    | In casa                                                                  | Risultato                                                                | Ospiti                                                                   | Competizione                                                             | Reti                                                                     | Note                                                                     |
| ------------------------------------------------------------------------ | ------------------------------------------------------------------------ | ------------------------------------------------------------------------ | ------------------------------------------------------------------------ | ------------------------------------------------------------------------ | ------------------------------------------------------------------------ | ------------------------------------------------------------------------ | ------------------------------------------------------------------------ |
| 6-6-1998                                                                 | Zagabria                                                                 | Croazia                                                                  | 7 – 0                                                                    | Australia                                                                | Amichevole                                                               | -                                                                        | 63’                                                                      |
| Totale                                                                   |                                                                          | Presenze                                                                 | 1                                                                        |                                                                          | Reti                                                                     | 0                                                                        |                                                                          |

| Cronologia completa delle presenze e delle reti in nazionale ― Australia olimpica | Cronologia completa delle presenze e delle reti in nazionale ― Australia olimpica | Cronologia completa delle presenze e delle reti in nazionale ― Australia olimpica | Cronologia completa delle presenze e delle reti in nazionale ― Australia olimpica | Cronologia completa delle presenze e delle reti in nazionale ― Australia olimpica | Cronologia completa delle presenze e delle reti in nazionale ― Australia olimpica | Cronologia completa delle presenze e delle reti in nazionale ― Australia olimpica | Cronologia completa delle presenze e delle reti in nazionale ― Australia olimpica |
| Data                                                                              | Città                                                                             | In casa                                                                           | Risultato                                                                         | Ospiti                                                                            | Competizione                                                                      | Reti                                                                              | Note                                                                              |
| --------------------------------------------------------------------------------- | --------------------------------------------------------------------------------- | --------------------------------------------------------------------------------- | --------------------------------------------------------------------------------- | --------------------------------------------------------------------------------- | --------------------------------------------------------------------------------- | --------------------------------------------------------------------------------- | --------------------------------------------------------------------------------- |
| 13-9-2000                                                                         | Melbourne                                                                         | Australia olimpica                                                                | 0 – 1                                                                             | Italia olimpica                                                                   | Olimpiadi 2000 - 1º turno                                                         | -                                                                                 | 86’                                                                               |
| 16-9-2000                                                                         | Sydney                                                                            | Australia olimpica                                                                | 2 – 3                                                                             | Nigeria olimpica                                                                  | Olimpiadi 2000 - 1º turno                                                         | -                                                                                 | 74’                                                                               |
| Totale                                                                            |                                                                                   | Presenze                                                                          | 2                                                                                 |                                                                                   | Reti                                                                              | 0                                                                                 |                                                                                   |